# Джини (кинопремия)
Премия «Джини» (англ. Genie Award, фр. Prix Génie, букв. «гений») — высшая национальная кинопремия Канады, которой отмечались лучшие фильмы по итогам завершившегося года. Присуждалась Канадской академией кино и телевидения. Первая церемония награждения состоялась 20 марта 1980 года. В 2012 году было анонсировано, что премии «Джини» и «Джемини» будут объединены в одну под названием Canadian Screen Awards, первое вручение которой состоялось в 2013 году.

## Награды в категориях
- Лучший фильм
- Лучший актёр
- Лучшая актриса
- Лучший актёр второго плана
- Лучшая актриса второго плана
- Лучшая режиссура
- Лучший оригинальный сценарий
- Лучший адаптированный сценарий
- Лучшая операторская работа
- Лучшая работа художника-постановщика
- Лучший дизайн костюмов
- Лучший звук
- Лучший монтаж
- Лучший монтаж звука
- Лучшая песня к фильму
- Лучшая музыка к фильму
- Лучший короткометражный мультипликационный фильм
- Лучший короткометражный фильм